# Transcendental Club
El Trascendental Club fue un grupo de Nueva Inglaterra de autores, filósofos, socialistas, políticos e intelectuales de principios a mediados del siglo XIX que dio lugar al Trascendentalismo.

## Descripción general
Frederic Henry Hedge, Ralph Waldo Emerson,  George Ripley y  George Putnam (1807-1878; el ministro unitario en  Roxbury) se reunió en Cambridge, Massachusetts el 8 de septiembre de 1836, para discutir la formación de un nuevo club; su primera reunión oficial se llevó a cabo once días después en la casa de Ripley en Boston, Massachusetts. Otros miembros del club incluyeron a Amos Bronson Alcott, Orestes Brownson, Theodore Parker, Henry David Thoreau, William Henry Channing, James Freeman Clarke, Christopher Pearse Cranch, Convers Francis, Sylvester Judd y Jones Muy. Entre los miembros femeninos se encuentran Sophia Ripley, Margaret Fuller, Elizabeth Peabody, Ellen Sturgis Hooper y Caroline Sturgis Tappan.

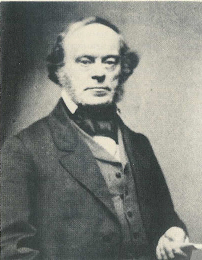
Frederic Henry Hedge

Originalmente, el grupo se llamaba "Hedge's Club" porque generalmente se reunía cuando Hedge estaba de visita desde Bangor, Maine. El nombre de Club Trascendental le fue dado al grupo por el público y no por sus participantes. El nombre fue acuñado en una revisión de enero de 1837 del ensayo de Emerson " Naturaleza" y fue intencionado de manera despectiva. James Elliot Cabot, un biógrafo de Emerson, escribió sobre el grupo como "las reuniones ocasionales de un cuerpo cambiante de pensadores liberales, que no están de acuerdo en nada más que en su liberalidad". Hedge escribió: "No hubo club en el sentido estricto... sólo reuniones ocasionales de hombres y mujeres de ideas afines". A veces se le conocía por el apodo "la hermandad de los afines".
El club fue un lugar de encuentro para estos jóvenes pensadores y un terreno organizativo para su frustración idealista con el estado general de la cultura y la sociedad estadounidenses en ese momento, y en particular, el estado del intelectualismo en la Universidad de Harvard y en la iglesia  unitaria. Gran parte de su pensamiento se centró en las deficiencias del unitarismo.
Muchas revistas estadounidenses de renombre, incluida la Revisión de América del Norte Y el  examinador cristiano, se negaron a aceptar presentaciones del Club Trascendental para su publicación. En octubre de 1839, los miembros del Club Trascendental tuvieron la idea de establecer su propio periódico como plataforma para sus ideales.  Inicialmente, Brownson sugirió utilizar su "Boston Quarterly Review", aunque otros pensaron que su propia revista era necesaria. Hedge, Parker y Emerson declinaron el papel de editor. Ripley se desempeñó como editor gerente y Fuller aceptó el puesto de editor el 20 de octubre de 1839, aunque no pudo comenzar a trabajar en la publicación hasta la primera semana de 1840. El primer número de The Dial, con una introducción de Emerson llamándolo un "Diario con un nuevo espíritu", se publicó en julio de 1840.
El Club Trascendental probablemente no tuvo reuniones oficiales después de septiembre de 1840, aunque continuaron manteniendo correspondencia y asistiendo a las conferencias de los demás. The Dial continuó publicándose, aunque nunca fue financieramente estable. En 1843, la entonces gerente comercial Elizabeth Peabody contaba solo con doscientos suscriptores y sus ingresos no cubrían los costos de producción. Finalmente dejó de publicarse en abril de 1844. El discurso / ensayo de Emerson " Naturaleza" ha sido considerado un manifiesto de ideas trascendentalistas.